# Marmagao
Marmagao är en ort i Indien.   Den ligger i distriktet South Goa och delstaten Goa, i den sydvästra delen av landet, 1 500 km söder om huvudstaden New Delhi. Marmagao ligger 58 meter över havet och antalet invånare är 102 345.
Terrängen runt Marmagao är platt. Havet är nära Marmagao åt nordväst. Runt Marmagao är det mycket tätbefolkat, med 1 754 invånare per kvadratkilometer. Marmagao är det största samhället i trakten.